# Підлісне (Гайсинський район)
Підлі́сне — село в Україні, у Тростянецькій селищній громаді Гайсинського району Вінницької області. Населення становить 280 осіб. 

## Історія
Засноване 1926 р. 12 червня 2020 року, відповідно розпорядження Кабінету Міністрів України № 707-р «Про визначення адміністративних центрів та затвердження територій територіальних громад Вінницької області», село увійшло до складу Тростянецької селищної громади.
19 липня 2020 року, в результаті адміністративно-територіальної реформи і ліквідації Тростянецького району, село увійшло до складу Гайсинського району.

## Населення

### Мова
Розподіл населення за рідною мовою за даними перепису 2001 року:
| Мова       | Кількість | Відсоток |
| ---------- | --------- | -------- |
| українська | 279       | 99.64%   |
| російська  | 1         | 0.36%    |
| Усього     | 280       | 100%     |